# Хилтон, Роджер
Роджер Хилтон CBE (англ. Roger Hilton, 30 апреля 1911, Миддлсекс, Лондон — 23 февраля 1975, Сент-Джаст, Корнуолл) — британский художник-абстракционист, один из крупнейших представителей этого направления в живописи Великобритании в XX столетии, в особенности в период перед Второй мировой войной. Награждён орденом Британской империи (1968).

## Жизнь и творчество
Родился в смешанной по происхождению, англо-немецкой семье. Хилтон изучал живопись в Художественной школе Слейда в Лондоне, где его учителем был Генри Тонкс, и позднее — в парижской школе Биссьер (École Bissiere, в 1930-е годы). Первоначально занимался фигуративным искусством; в 1950-е годы, однако, под творческим влиянием Пита Мондриана, переходит на позиции абстракционизма. В 1953 году Р.Хилтон живёт в Нидерландах. Начиная с 1956 года художник находится в тесном контакте с арт-группой «Сент-Ив Групп» (англ. St-Ives Group) из Западного Корнуолла, в том числе с такими мастерами, как Питер Леньян, Терри Фрост, Патрик Херон, Уильям Скотт и Брайан Уинтер, и окончательно переселяется в Корнуолл в 1965 году. В 1959 году Хилтон принимает участие в международной выставке современного искусства documenta II в западногерманском городе Кассель. В 1963 году он был удостоен художественной премии Джона Мура (с призовым фондом в 25 000 фунтов стерлингов).
В последние годы жизни художник тяжело болел и был прикован к постели, а также злоупотреблял алкоголем.

## Галерея
- Работы Р.Хилтона из галереи Тейт, Лондон
- Произведения художника в artnet